# Спасяването на редник Райън
„Спасяването на Редник Райън“ е американски военен филм, режисиран от Стивън Спилбърг. Филмът се отличава с първите си 27 минути, които показват десанта в Нормандия на плажа Омаха на 6 юни 1944 година. След това проследява Том Ханкс в ролята на капитан Джон Милър и седем мъже, докато търсят редник Джеймс Франсис Райън, чиито трима братя вече са загинали на фронта.
Сценаристът Робърт Родат измисля сюжета когато през 1994 година вижда паметник, посветен на четиримата сина на Агнес Алисън от Пенсилвания. Братята са убити в Американската гражданска война. Родат решил да напише подобна история за Втората световна война.
„Спасяването на Редник Райън“ e приет добре от публиката и получава признание от критиката. Филмът спечелил 481.8 милиона по света, превръщайки го в най-печелившия филм на годината. Академията на филмовите изкуства и науки го номинира за единадесет награди. Спилбърг печели своят втори Оскар за режисура. През 2014 г. е включен в Националния филмов регистър към Библиотеката на конгреса на САЩ.

## Награди
- 2 награди Златен глобус – драма и режисура
- 2 награди Британска академия – звук и специални ефекти
- Награда на Нюйоркска критика – филм
- 3 награди на Лосанжелиска критика – филм, режисура и операторско майсторство
- Награда на Режисьорска гилдия на Америка – игрален филм
- 3 номинации за Златен глобус – драматичен актьор за Том Ханкс, сценарий и музика
- 9 номинации на Британска академия – филм, режисура, Том Ханкс, операторско майсторство, монтаж, музика, сценография, грим и прически
- 2 номинации на Гилдия на филомвите актьори – Том Ханкс и ансамблово изпълнение
- Номинация на Сценарна гилдия на Америка – оригинален сценарий
- Номинация на Американско общество на операторите – игрален филм

## Български дублаж
| Озвучаващи артисти  | Христина Ибришимова Васил Бинев Георги Георгиев-Гого Симеон Владов Здравко Методиев Стефан Сърчаджиев-Съра Светозар Кокаланов |
| Преводач            | Илияна Велчева |
| Тонрежисьор         | Цветомир Цветков |
| Режисьор на дублажа | Димитър Кръстев |